# Hans Bronsart
Hans Bronsart von Schellendorf (ur. 11 lutego 1830 w Berlinie, zm. 3 listopada 1913 w Monachium) – niemiecki pianista i kompozytor, uczeń Ferenca Liszta.

## Życiorys
Hans Bronsart von Schellendorf (zwany też Hansem von Bronsart) urodził się w pruskiej, wojskowej rodzinie i wykształcił się na uniwersytecie w Berlinie. Studiował grę fortepianową u Adolfa Jullacka. W 1853 udał się do Weimaru, gdzie poznał Ferenca Liszta i zapoznał się ze wszystkimi muzykami z kręgu Liszta w tym czasie, m.in. Hectorem Berliozem i Johannesem Brahmsem. Miarą jego bliskiej relacji z Lisztem jest to, że to on z kompozytorem dyrygenckim grał partię solową w pierwszym weimarskim spektaklu II koncertu fortepianowego Liszta. Kiedy koncert został wydany, Liszt poświęcił go Bronsartowi. Po spędzeniu wielu lat na nauce pod kierunkiem Liszta pracował jako dyrygent w Lipsku i Berlinie, a następnie objął stanowisko dyrektora generalnego Teatru Królewskiego w Hanowerze w latach 1867–1887. Od 1887 zajmował podobne stanowisko w Weimarze, aż do przejścia na emeryturę W 1895.
Poznał swoją drugą żonę – Ingeborg Bronsart von Schellendorf (née Ingeborg Lena Starck) (1840-1913), która także komponowała w Weimarze. Pobrali się w 1861.

## Kompozycje
- Trio fortepianowe g-moll, op. 1
- Koncert fortepianowy w fis-moll, op. 10
- I symfonia  „In die Alpen”), na chór i orkiestrę (zagubiona)
- II symfonia „Schicksalsgewalten” (zagubiona)
- Fruhlings-Fantasie na orkiestrę
- Kantata Christnacht
- Der Corsar, opera;
- Sekstet smyczkowy;
- Utwory fortepianowe.

Jego koncert fortepianowy był bardzo lubiany przez Hansa von Bülowa, który ocenił pracę jako „najbardziej znaczącą szkoły weimarskiej”. Koncert został nagrany przez Michaela Pontiego.
Zarówno Bronsart, jak i jego żona otrzymali wiele listów od Liszta. Liszt najwyraźniej dużym stopniu cenił ich kompozycje. W liście z dnia 12 maja 1879 r. do Waltera Bache pisze:
„5 czerwca Bülow poprowadzi tam pierwszy koncert, na którym odegra piękną i cenioną „Wiosenną Fantazję” Bronsarta, muzykę Bülowa do „Juliusza Cezara” Szekspira i moją Symfonię Faustowską.”